# Sicyos lanceoloideus
Sicyos lanceoloideus là một loài thực vật có hoa trong họ Cucurbitaceae. Loài này được (H. St. John) W.L. Wagner & D.R. Herbst miêu tả khoa học đầu tiên năm 1999.